# Влашка гора
Влашка гора (рум. Codrii Vlăsiei) је историјски лужњаков масив који је заузимао огромно подручје у Западној Мунтенији. На истоку Влашка гора је стигла до равнице Береган, западе реке Олт, а југе Дунаву.
У 18-19 веку шума је била посечена.